# Escudo de San Cristóbal de Las Casas

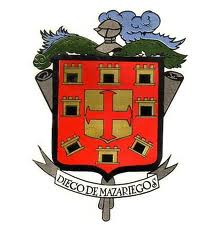
Versión utilizada por el gobierno municipal de San Cristóbal de Las Casas

El escudo de San Cristóbal de Las Casas es el emblema heráldico que desde 1535 representa gobierno municipal y de la ciudad de San Cristóbal de Las Casas.

## Historia
El 1 de marzo de 1535 por real cédula del rey Carlos I de España, se le concedió escudo de armas a la Villa de San Cristóbal de los Llanos a petición de su Síndico procurador Juan Méndez de Sotomayor, en reconocimiento a los méritos de los españoles por las campañas de conquista y sofocamiento de indios en la Provincia de Chiapa.

## Blasonamiento
De oro, cruz florenzada de gules; bordura de gules con ocho castillos de oro aclarados en sable.

Por timbre un yelmo de acero pulido, de perfil y cerrado, con lambrequines de azur y sinople.

En la parte inferior aparece, escrito en una cinta, el nombre del fundador de la Ciudad Real: Diego de Mazariegos